# Wallfahrtskirche St. Anna (Planá)

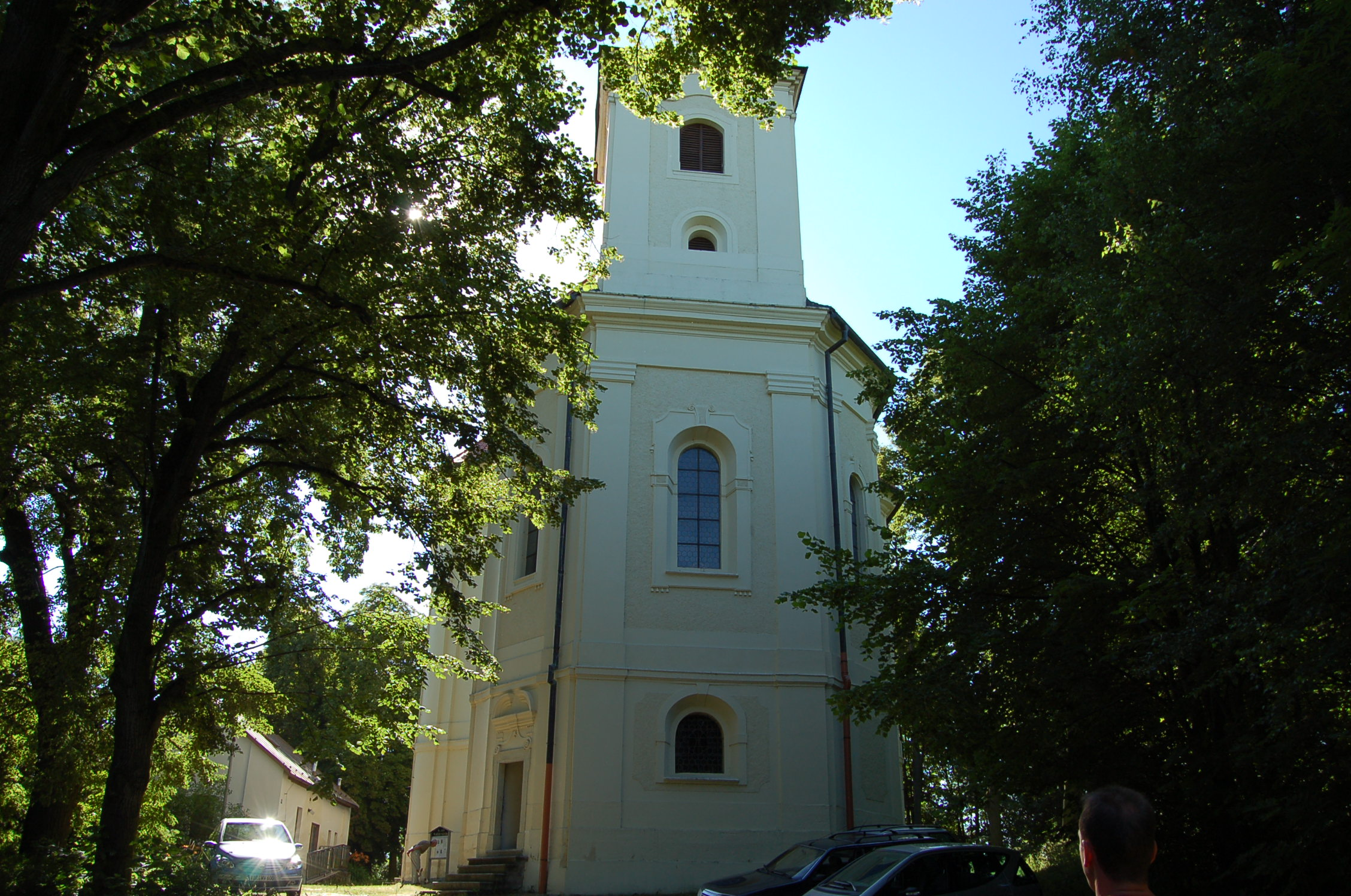
St.-Anna-Kirche, Planá

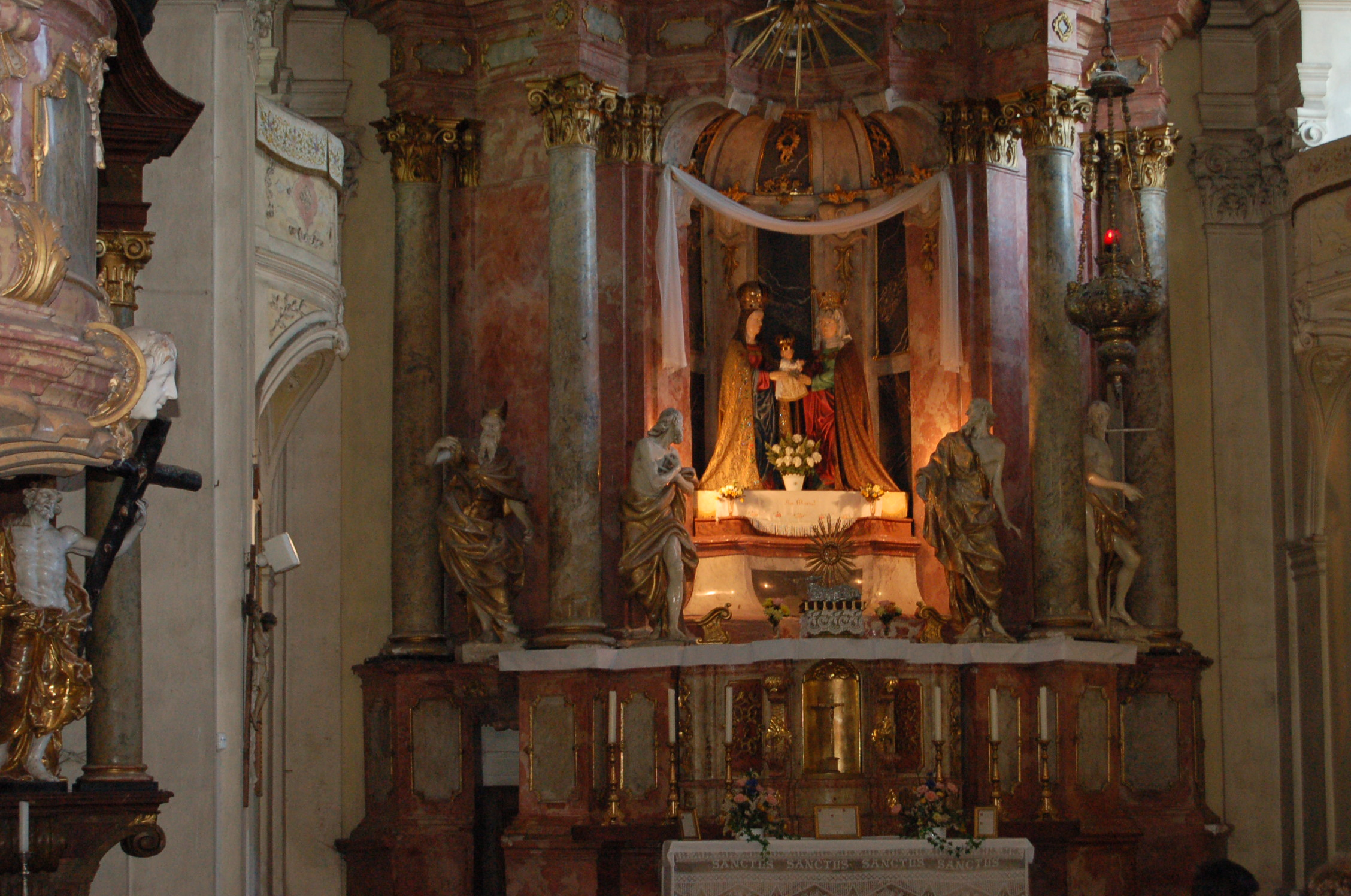
Altar

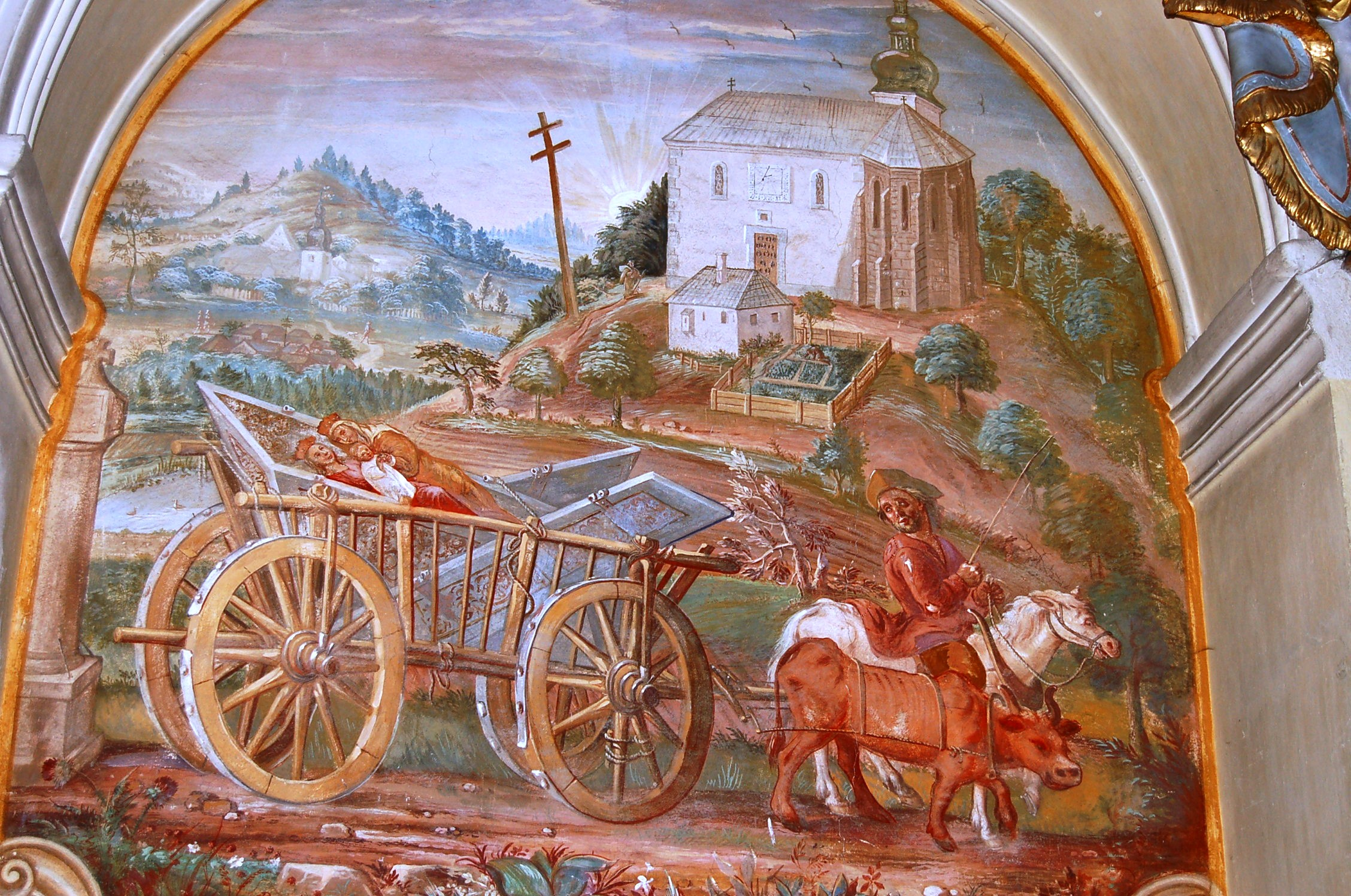
Innenaufnahme

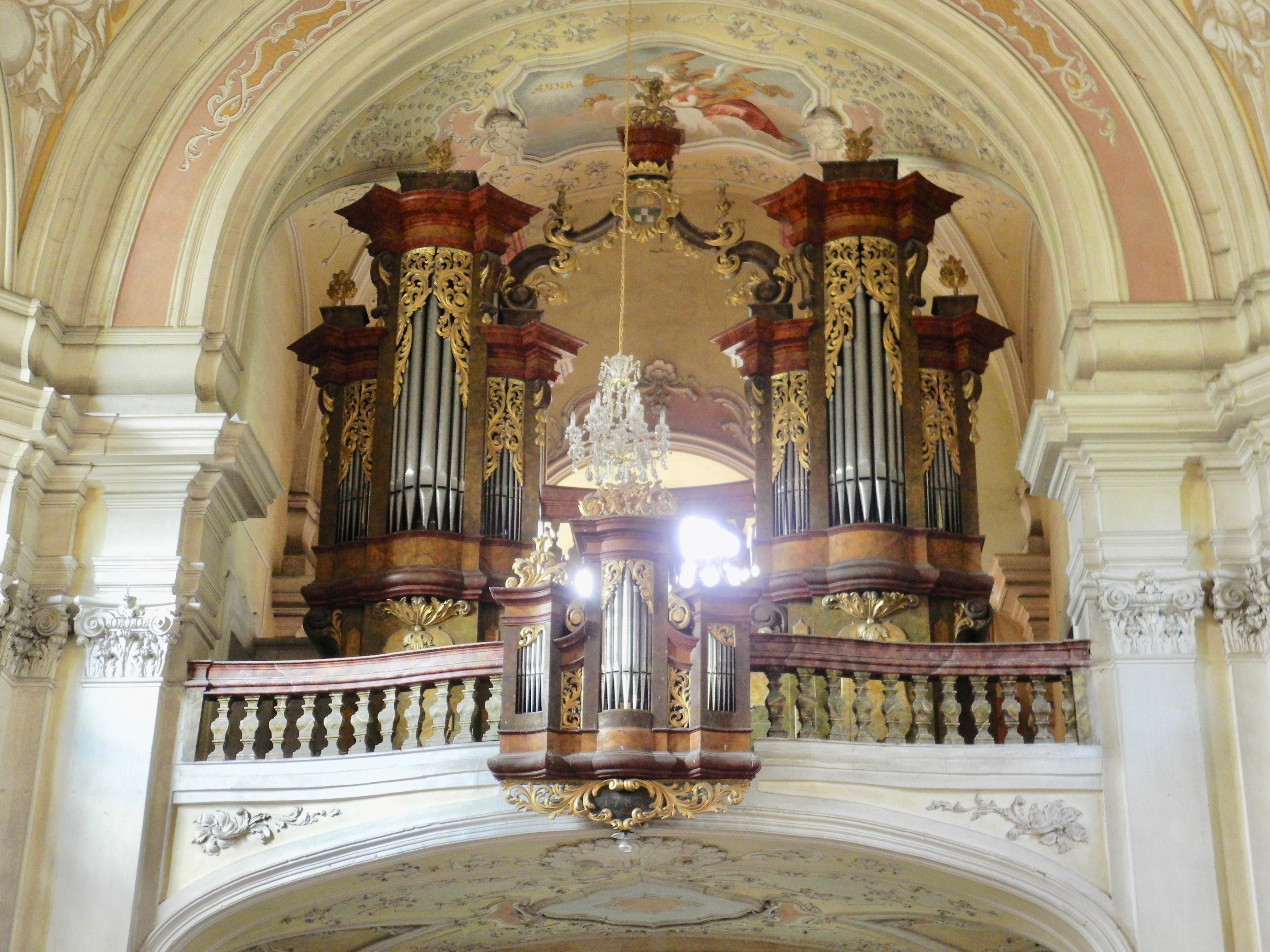
Orgel von Leopold Burkhardt

Die Wallfahrtskirche St. Anna (tschechisch Poutní kostel sv. Anny) liegt etwa 2 km nordwestlich von Planá u Mariánských Lázní (deutsch Plan) in Richtung Kyjov (Khoau) und ist eine bedeutende Wallfahrtsstätte im westböhmischen Raum.

## Geschichte
Das genaue Baujahr der Kirche ist nicht bekannt, nach einer Sage hat ein Ritter Bohus aus Planá aber schon im 9. Jahrhundert an dieser Stelle eine Kapelle errichten lassen. Geschichtliche Quellen erwähnen jedenfalls schon vor über 1000 Jahren ein Gotteshaus. Seit dem 13. Jahrhundert sind Wallfahrten zum Gnadenbild und dem St.-Anna-Brunnen aufgezeichnet worden, die größte Wallfahrt im Jahre 1740 mit 4.200 Gläubigen.
Nachdem im Jahre 1721 die Kirche völlig ausgebrannt war, entstand der Barockbau in seiner jetzigen Form. 1726 wurde die Kirche neu eröffnet und 1730 von dem Planer Maler Wenzel Schmidt mit Fresken ausgeschmückt. Den Mittelpunkt des Hochaltars bildet das Gnadenbild, auf dem Maria das Jesuskind in die geöffneten Arme ihrer Mutter Anna übergibt.
Das kreisrunde Kuppelbild mit zwei gegenüberliegende Bildern von Wenzel Schmidt zeigt unterschiedliche Fuhrwerke. Der Sage nach schafften es sechs starke Pferde nicht, eine Mutter-Gottes-Statue den Berg zur Kirche hinauf zu ziehen. Erst als man ein Gespann aus einem Pferd und einem Ochsen vor den Karren spannte, gelang der Transport.
Die Orgel (12/II/P) wurde 1732 von Johann Leopold Burkhardt erbaut, sie ist erhalten.
Im 19. Jahrhundert wurde die Kirche als Schlosskapelle der Planer Herrschaft genutzt. Vor dem westlichen Portal befindet sich eine Familiengruft der Grafen von Nostitz-Rieneck aus dem Anfang des 20. Jahrhunderts.
Das Anfang der 1920er Jahre neben der Kirche errichtete Klostergebäude der Redemptoristen dient heute als Krankenhaus.
1953 errichteten heimatvertriebene Sudetendeutsche in Erinnerung an die Wallfahrtskirche beim oberpfälzischen Mähring eine St.-Anna-Kapelle, die 1967 zur Kirche erweitert wurde.